# Antônio Joaquim da Rosa
Antônio Joaquim da Rosa, o Barão de Piratininga (Vila de São Roque, 1821 — 27 de dezembro de 1886), foi um político brasileiro.

## Biografia
Após a morte de seu pai, o Tenente-coronel Manoel Francisco da Rosa, chefe político da Vila de São Roque, Antônio Joaquim da Rosa assumiu a função de chefe político em conjunto com seu irmão, Manoel Inocêncio da Rosa, herdando grande fortuna, da qual consta a "Loja Grande", o maior e mais sortido comércio da Vila, ações, dinheiro e muitos imóveis em Pinheirinho, Ibaté e Engenho. Eram proprietários de prédios e de um palacete. Estudou Direito em Sorocaba, mas preferiu se dedicar aos negócios da família na sua juventude.
Ele acumulou importantes posições na cidade e no país. Na Vila de São Roque foi vereador e presidente da Câmara, sendo reeleito como representante da região por quatro biênios sucessivos. De 1845 a 1848, de 1857 a 1860 e de 1861 a 1864. 
Nesse ínterim também  foi juiz municipal e de órfãos, delegado de polícia e nomeado presidente da Comissão Inspetora das Escolas, onde redigia ofícios e atas, destacando-se ainda mais pelas suas qualidades e conhecimentos eruditos. Em 15 de julho de 1846, Dom Pedro II o nomeia cavalheiro da Ordem de Cristo.
Em 1850, é eleito Deputado da Assembleia Provincial de São Paulo, que equivaleria ao cargo atual de Deputado Estadual. Em 10 de abril de 1854 é nomeado capitão do II Batalhão da Reserva e Guarda Nacional da Província. 
Filiado ao Partido Conservador é eleito Deputado Geral no Rio de Janeiro em 1864 (1869-1872), o que equivale ao título de Deputado Federal nos dias atuais. Sua devoção à política o manteve por diversas vezes em seu posto de Deputado Geral por São Paulo (1869 a 1877) e Deputado Provincial (1876 a 1877) e no ano seguinte até 1879. Foi Presidente da Assembleia de 1 de fevereiro de 1876 a 6 de fevereiro de 1877.
Como membro dos congressos provincial e nacional ao mesmo tempo, aliada à sua influência prestigiosa no meio intelectual e político trouxe muitos benefícios à região. Possuía laço estreito de grande amizade com o imperador, homem de grande cultura, incentivador das Artes e das Letras, D. Pedro II nutria grande admiração por ele.

### A elevação de vila à cidade de São Roque
Em  ato governamental assinado em  22 de abril de 1864, a Vila de São Roque é elevada à categoria de Cidade de São Roque.
Foi condecorado pelo imperador D. Pedro II como comendador da Imperial Ordem da Rosa, quando era 3º vice-presidente da Província de São Paulo, assumindo a presidência interinamente em 1869, na ausência do Barão de Itaúna.
Foi agraciado com o título de "Barão de Piratininga" em 13 de novembro de 1872, pleiteando muitas melhorias para a cidade. Uma  importante conquista foi a  fundação da Santa Casa de Misericórdia de São Roque, em parceria com seu irmão Manoel Inocêncio, financiando-a nos primeiros anos.
Foi também um dos principais acionista e incentivador da estrada de ferro Sorocabana, incluindo São Roque no trecho férreo, trazendo novo fôlego ao desenvolvimento da cidade. Cedeu grandes quantias para a construção do Teatro São João e engajou-se na arrecadação e construção do Cemitério municipal, vindo a inaugurá-lo.
O Barão chegou a ser proprietário da Capela do Santo Antônio, antes que a propriedade fosse vendida e desmembrada por agricultores espanhóis. 
O Barão de Piratininga foi o filho mais ilustre da terra. Era respeitado e prestigiado nas Letras e na política, teria voado muito mais alto se não possuísse uma saúde tão frágil.  
Recebeu  inúmeros convites para cargos de governo e do parlamento nacional, mas declinou de todos eles. Sofria de crises asmáticas e problemas cardíacos.
Terminou seus dias abatido e deprimido em 26 de dezembro de 1886, aos 65 anos de idade, pedindo em seu testamento que lhe gravassem a data da morte em sua lápide e um epitáfio com os dizeres "NINGUÉM". Foi velado na Loja Grande, de onde saiu seu cortejo fúnebre. Ainda hoje  encontramos sua lápide de mármore no cemitério da Paz, o mesmo ao qual foi um grande incentivador.

## Produção literária
Apesar de sua vida voltada para a política e as causas da cidade, o Barão de Piratininga também foi um grande colaborador literário .
Colaborava com artigos de alguns jornais  onde também escrevia poesias. Escreveu o romance "A Cruz de Cedro", as novelas "A Feiticeira", "A Assassina", em 1854 e o poema "O Cântico de Anchieta" entre outras produções literárias.
Não teve grande produção literária, suas obras de costumes, teriam sido mais exploradas e conhecidas, se o Barão não estivesse em pleno fervilhar do movimento Romântico que lançou grandes e brilhantes autores como a primeira fase de Machado de Assis, Visconde de Taunay, José de Alencar, Joaquim Manoel de Macedo, Bernardo Guimarães, Castro Alves, Almeida Garret, José Bonifácio de Andrade e Silva, Álvares de Azevedo e Nísia Floresta.
"Antônio Joaquim da Rosa publica A ASSASSINA (romance de costumes) (RM) em livro, antes publicada na Revista Literária a partir do Ano I, no. 8, de 14 de novembro de 1850. E depois de publicado em livro foi republicada no Diário Mercantil de São Paulo de 2 a 28 de outubro de 1886.(JRT, p, 55) E A CRUZ DE CEDRO no Jornal do Comércio, Rio de Janeiro e em livro. No ano de 1900 volta a ser publicado em folhetim pelo jornal Correio Paulistano, São Paulo. (JRT, p. 55)"
Em 1909 na fundação da Academia Paulista de Letras foi escolhido como Patrono da Cadeira número 19., ao lado de Teixeira e Souza, escritor de A Providência.